# آمنت بالله (فلم)
آمنت بالله، فيلم مصري من تأليف محمد السيد شوشه، وإخراج محمود ذو الفقار، ومن إنتاج عام 1952.

## قصة الفيلم
فتحي  مقامر سارق يطارده البوليس فيلجأ إلى سميرة صديقته القديمة المتزوجة من كهل ثرى لم تنجب له أولاداً، فتقبل أن تخفيه عندها مقابل أن يبيعها ولده الرضيع لتوهم زوجها أنه ولدها وبذلك تستطيع أن تورثه. وتتسلم سميرة الطفل وتعطى والده إقراراً بأن الولد ليس ابنها.. ثم يداهم البوليس المكان فيخفى الرجل الورقة في فراش زوجته. في السجن يقص الرواية على قاطع طريق زميل له ولا يلبث أن يموت ،وتحزن فاطمة الأم الحقيقية على طفلها. ويحاول شقيقها وحماتها أن يخففا عنها ويشجعاها على تربية الابنة المتبقية لها. وتمر السنون وتعيش الأم وابنتها بالعودة إلى التمثيل الذي كانت تحترفه في صغرها. يجتمع الابن بشقيقته فيتحابان وهما يجهلان روابط قرابتهما. يخرج قاطع الطريق برعي من السجن ويتصل بسميرة ويتزوجها، ويستولى على مالها. ويكتشف الإقرار ويستغل الإيصال للحصول على مالها، بينما يزيد تنكيله بابنها المزيف. تتعلق شقيقة قاطع الطريق بابن سميرة المزيف وتطارحه الغرام في حين يبقى هو مأخوذًا بشقيقته دون دراية. يقترب ميعاد زواج الأخ من أخته وسرعان ما ينجلى الموقف بعد مقابلة الأم فاطمة لسميرة، فتعرف الحقيقة وتفسخ الخطبة. ويبقى الإيصال مخفيًا في رداء شقيقه الأفاق ويستدرجها صديق فاطمة الممثل ويعدها بحجاب يعيد إليها حبيبها، وينصب لها كمينًا فتصاب بدوار ويسرق منها الإيصال وفي منزل سميرة يتشاجر الابن مع زوج أمه لاتصال الشاب تليفونيًا بفاطمة التي لا يعلم أنها أمه. تهرول فاطمة لإنقاذ ولدها، بينما تدخل سميرة الغرفة وتصاب برصاصة طائشة، فتلقى حتفها ويجرح الابن في رأسه ويحضر البوليس ثم يعرف الأبن حقيقة أمه.

## الممثلون
- عزيزة أمير: فاطمة
- مديحة يسري: سميرة
- محمود المليجي: عباس
- إسماعيل ياسين
- إستفان روستي
- ثريا حلمي
- زهرة العلا: هدى كبيرة
- وداد حمدي
- نبيل الألفي: طارق كبير
- سهير فخري: الطفلة هدى
- عادل عزمي: الطفل طارق
- كيتي: الراقصة
- ثريا فخري
- جمالات زايد
- سميرة أحمد
- عبد الحميد زكي
- زكي إبراهيم
- علية فوزي
- جمعة إدريس
- عبد الغني قمر
- محمد حلمي
- عبد الغني النجدي

## روابط خارجية
- مقالات تستعمل روابط فنية بلا صلة مع ويكي بيانات